# Stylopallene longicauda
Stylopallene longicauda is een zeespin uit de familie Callipallenidae. De soort behoort tot het geslacht Stylopallene. Stylopallene longicauda werd in 1973 voor het eerst wetenschappelijk beschreven door Stock. 